# Вакив
Вакив (мак. Вак’в) — село у Північній Македонії, входить до складу общини Куманово Північно-Східного регіону.
Населення — 108 осіб (перепис 2002).